# Лаврів Іван Васильович
Іван Лаврів (псевдо: «Нечай», «Мирон», «Богун», «50», «555») (7 квітня 1918, с. Белеїв, Долинський район, Івано-Франківська область — 15 травня 1949, с. Корчин, Сколівський район, Львівська область) — український військовик, діяч ОУН, повітовий провідник Долинського повіту (1939—1941), окружний провідник Калуської (1942—1945) та Дрогобицької (літо 1945 — травень 1949) округ ОУН. Почесний громадянин Долини.

## Життєпис
Народився 7 квітня 1918 року у селі Белеїв (тепер Долинський район, Івано-Франківська область).
Навчався у Львівському університеті. Вступив до ОУН. Влітку 1938 року заарештований польською поліцією та засуджений Окружним судом у Стрию 9 грудня 1938 року до 6 років ув'язнення.
Після початку війни 1939 року повернувся на Станіславщину і продовжив боротьбу, стає повітовим провідником Долинського повіту ОУН з 1939 по 1941. У вересні 1941 року у місті Долині Іван Лаврів бере участь в урочистих зборах Українського повітового революційного комітету (УПРК), виступивши там з промовою, у якій закликав присутніх до відданої праці.
Згодом стає окружним провідником ОУН Калуської округи (1942—1945). 9 вересня 1944 року провідник «Нечай» провів реорганізацію повстанських відділів у Калуській окрузі та організував нові відділи (сотні) в Болохівських лісах. На нетривалий період Лаврів стає обласним організаційним референтом Станіславської області (05–07.1944). 1 січня 1945 р. сотня «Нечая» взяла Перегінське і захопила в полон гарнізон зі 150 енкаведистів на чолі з підполковником Царенковим.
З серпня 1945 стає обласним провідником ОУН Дрогобицької області. Зиму 1945—1946 перебував у районі сіл Гребенів, Либохора, Кам'янка Сколівського району Дрогобицької області, а також поблизу села Сукіль Станіславської області, а взимку 1946—1947 перебував біля села Козаківка (тепер Болехівська міська рада). З літа 1947 року Дрогобицька округа складалася з чотирьох надрайонів: Дрогобицького (Дрогобицькийміський і районні проводи, Дублянський, Меденицький та Підбузький), Самбірського (Добромильський, Нижньоустрицький, Самбірський, Старосамбірський, Стрілківський та Хирівськийрайони), Стрийського (Стрийський та Сколівськийрайонні проводи), Турківського (Боринський, Славський, Турківський райони Дрогобицької області та Закарпаття).
У підпіллі Іван Лаврів одружився з Галиною Морокою-«Степова», яка не тільки була вірною супутницею по житті, але й активним побратимом в підпільній боротьбі. 6 листопада 1946 року на бункер, де перебувала дружина «Нечая» з сином Мироном була здійснена атака і вони загинули.
15 травня 1949 року загинув поблизу села Корчин Сколівського району.

## Нагороди
- Згідно з Наказом Головного військового штабу УПА ч. 1/45 від 25.04.1945 р. керівник Калуського окружного проводу ОУН Іван Лаврів – «Нечай» нагороджений Бронзовим хрестом заслуги УПА.

## Вшанування пам'яті
- Є почесним громадянином міста Долина.[2]
- 5.12.2017 р. від імені Координаційної ради з вшанування пам’яті нагороджених Лицарів ОУН і УПА у м. Івано-Франківськ Бронзовий хрестом заслуги УПА (№ 044) переданий Михайлу Гаркоту, племіннику Івана Лавріва – «Нечая».